# Ховрино (платформа)
Хо́врино — пассажирский остановочный пункт Ленинградского направления главного хода Октябрьской железной дороги, на линии D3 Московских центральных диаметров. Платформа расположена на стыке районов Ховрино и Западное Дегунино Северного административного округа Москвы.
Платформа построена на участке между остановочными пунктами Грачёвская и Левобережная вблизи станции «Ховрино» Замоскворецкой линии Московского метрополитена. Открыта 23 ноября 2020 года. Платформа Ховрино стала составной частью крупного транспортно-пересадочного узла «Ховрино». До момента ввода в эксплуатацию данного остановочного пункта название «Ховрино» носила нынешняя платформа Грачёвская, расположенная в 1,5 километрах на юго-восток. Та первая платформа Ховрино получила своё название по железнодорожной станции, в границах которой была построена. Для нового остановочного пункта перенос названия потребовался в связи с формированием единого имени транспортно-пересадочного узла со станцией метро.
Остановочный пункт состоит из двух боковых пассажирских платформ, соединённых между собой надземным пешеходным переходом в западном торце. Выход в город на обе стороны Октябрьской железной дороги (на улицы Маршала Федоренко и Зеленоградскую соответственно) осуществляется через наземные вестибюли с кассово-турникетными залами. Через южный вестибюль также осуществляется пересадка на станцию метро «Ховрино», а также на городские, пригородные и междугородные автобусные маршруты, которые отправляются с автовокзала «Северные ворота».
Остановочный пункт только частично находится в границах станции Ховрино: по II пути входной светофор находится примерно посередине платформы, поэтому северная часть платформы на перегоне, южная в границах станции.  По I пути платформа вся на перегоне.   Деление границей станции платформы поперёк является уникальным случаем в Москве и Московской области. К подобным случаям можно также отнести только о.п. Окружная на МЦК, но там станция захватывает только малую оконечность платформ.

## История
Впервые официально о строительстве платформы было объявлено 8 февраля 2016 года. В августе 2017 года Марат Хуснуллин заявил, что строительство станции вместе с остальными элементами ТПУ могут завершить к середине 2018 года.
В ноябре 2017 года Хуснуллин заявил, что станцию начали проектировать, а открыть её предполагается в 2019 году из-за сложных грунтов. В январе 2019 года он же сообщил журналистам, что возведение новой станции планируется завершить в конце 2020 — начале 2021 года.
23 ноября 2020 года платформа была открыта для пассажиров мэром Москвы Сергеем Собяниным и генеральным директором ОАО «РЖД» Олегом Белозеровым.

## Наземный общественный транспорт

### Городской
На этой станции можно пересесть на следующие маршруты городского пассажирского транспорта:
- Автобусы: е41, 65, 270, 358, 445, 483, 559, 594, 673

### Областной
На этом остановочном пункте можно пересесть на следующие маршруты областного наземного транспорта:
- 344, 344к, 344с, 345, 368, 465.
- экспресс-маршрут № 1195 «Аэроэкспресс» до международного аэропорта «Шереметьево» (терминал B), проходящий по трассе М-11 «Нева».
- На находящемся в непосредственной близости от платформы автовокзале «Северные ворота» возможна пересадка на междугородные и международные автобусные маршруты.